# Pasaporte para la muerte
Pasaporte para la muerte (en italiano: Agente segreto 777 - Invito ad uccidere, lit. 'Agente secreto 777 - Invitación a matar') es una película de 1966, dirigida por Enrico Bomba bajo el seudónimo de Henry Bay. Es una película de espías, secuela de Agente segreto 777 - Operazione Mistero (1965).

## Argumento
Una organización ultrasecreta persigue al agente Lewis Jordan cuando toma el control de una fórmula peligrosa que podría conducir a un desastre nuclear.

## Reparto
- Lewis Jordan: Lewis Jordan, agente 777.
- Hélène Chanel: Jeanne Cartier.
- Claudie Lange: Elsie.
- Umi Raho: Linus Jericho.
- Cina Doren: Gloria.
- Halina Zalewska: Frida.
- Daniel Turk: Inspector.
- Anita Todesco
- Giorgio Valletta
- Simeon Ross: Tukir.
- Alida Ricci
- Carlo Sindici